# Testament (akte)

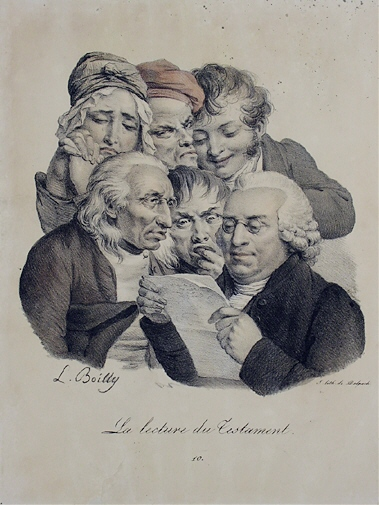
Lezen van het testament (Louis-Léopold Boilly, ca. 1800)

Een testament, officiële begrip in Nederland uiterste wil, is een hoogstpersoonlijk, niet openbaar document waarin iemand (de testateur) schriftelijk vastlegt, of door een notaris laat vastleggen, wat er na overlijden met zijn/haar nalatenschap gebeurt in afwijking van de algemene wettelijke bepalingen van het erfrecht. Er kunnen ook andere zaken geregeld worden als voogdij, verzorging van de huisdieren of beheer van het vakantiehuisje. 
Het woord testament is ontleend aan het Latijn testāmentum, dat uit testāri ‘getuige zijn’ is afgeleid en wordt al eeuwenlang gebruikt in de Lage Landen. De huidige Nederlandse wet erfrecht gebruikt het woord testament niet, alleen het begrip uiterste wil voor de akte en het begrip uiterste wilsbeschikking voor de rechtshandelingen die in de akte worden vastgelegd.
De regels voor het opstellen, de werking en uitvoer van een testament zijn in België voornamelijk opgenomen in Titel 1 van Boek 4 van het Belgisch Burgerlijk Wetboek en in Nederland in Boek 4 van het Nederlands Burgerlijk Wetboek
In België en Nederland wordt het begrip levenstestament gebruikt voor een persoonlijk document met instructies en volmachten voor de situatie dat men bij leven (tijdelijk) niet in staat is zelf te handelen en/of te beslissen. Dit document heeft niets te maken met een testament of het erfrecht, er wijzigt niets in de vermogens- en zakenrechtelijke situatie, men blijft gebonden aan alle verplichtingen en het document verliest werking bij overlijden. In België wordt daarom inmiddels veelal het beter passende begrip verzorgingsvolmacht gebruikt.
In Nederland werden in 2021 ruim 300.000 testamentaire akten opgesteld en ruim 370.000 documenten met uiterste wilsbeschikkingen geregistreerd bij het Centraal Testamentenregister.

## Geschiedenis
Het maken van testamenten is duizenden jaren oud. Het recht in België en Nederland is gebaseerd op regels die teruggaan tot het antieke Rome en middeleeuws rooms-katholiek kerkrecht. In de middeleeuwen stelden men in de Lage Landen testamenten op met behulp van een schrijver, vaak een notaris of schepen. Soms maakte men zelf een testament, in tweevoud, dat men door de  schepenbank liet zegelen en registreren, deze behield een exemplaar, het andere exemplaar werd gesloten en verzegeld thuis bewaard. De rechtbank schreef op de achterzijde van het dichtgevouwen en verzegelde testament, of op een afzonderlijke omslag, dat het andere exemplaar in bewaring was gegeven. Als er na overlijden thuis een ongeopend exemplaar lag en de inhoud werd niet betwist, was het niet nodig het bij het gerecht gedeponeerde exemplaar te openen.
Het Katholiek kerkrecht voorzag er in dat men bij leven, in de praktijk gebeurde dat vaak op het sterfbed, een mis kon laten opdragen of een schenking aan de kerk kon doen, men had zo een grotere kans in de hemel te komen, aldus de kerkelijke doctrine (aflaat). Men gaf dan een geestelijke het recht de laatste wil na overlijden in orde te maken, ofwel de mondeling toegezegde schenking, waarvan vaak alleen de geestelijke getuige was, aan de kerk uit te keren. Men noemde deze persoon exécuteur testamentaire.

## Nederland
Zie ook Erfrecht (Nederland).
De uiterste wil is in het Nederlands erfrecht de voorgeschreven vorm waarin uiterste wilsbeschikkingen rechtsgeldig kunnen worden vastgelegd (art. 4:42 lid 3 BW). Deze wetgeving is er ter bescherming van de testateur. Een uiterste wil kan uiterste wilsbeschikkingen bevatten en bepalingen die dat niet zijn. De inhoud moet eenzijdig worden bepaald en werkt pas na overlijden (art. 4:42 BW), deze mag alleen dan bekend worden gemaakt aan mensen die daar een rechtstreeks belang bij hebben. Het testament kan zelf geschreven worden, een onderhandse akte die in bewaring moet worden gegeven bij een notaris, maar meestal worden de wensen door een notaris vastgelegd in een notariële akte. Het kan alleen veranderd of ingetrokken worden door een nieuwe akte. Een concepttestament is niet geldig en heeft geen erfrechtelijke werking. Is hiervoor een testament gemaakt geldt dat, is er geen testament, gelden de algemene wettelijke regels. Met testament doelt men meestal op de akte met de uiterste wilsbeschikkingen, maar als de notaris over bijvoorbeeld een tweetrapstestament spreekt, gaat het over de uiterste wilsbeschikking.
In Nederland geldt een algemene wettelijke regeling voor de erfopvolging na overlijden, het versterferfrecht. Hier is vastgelegd op welke persoon of personen de nalatenschap bij overlijden overgaat als door de erflater zelf niets bij testament is bepaald. Zijn er een partner uit huwelijk of registratie en officiële kinderen uit een staand en/of vorig huwelijk, verkrijgt volgens de algemene wettelijk regeling deze partner de hele nalatenschap. De kinderen krijgen een vordering op de langstlevende die opeisbaar is bij overlijden van de langstlevende, voor wat er van over is (art. 4:13 BW). Is er een partner zonder huwelijk of registratie, verkrijgt deze partner niets en erven de kinderen, zijn er geen kinderen, erven andere familieleden als ouders, zussen, broers. Sinds 2018 valt de nalatenschap op grond van het vernieuwde huwelijksvermogensrecht niet meer van rechtswege in een huwelijksgemeenschap van goederen van een getrouwde erfgenaam.
Met het vastleggen van uiterste wilsbeschikkingen in een testament of codicil kan naar de persoonlijke wil van de testateur binnen de wettelijke grenzen worden afgeweken van de algemene regels. Nederland kent een gesloten stelsel van uiterste wilsbeschikkingen wat betekent dat alleen op de bij de wet bepaalde manieren kan worden geregeld hoe de goederenrechtelijke en verbintenisrechtelijke situatie na overlijden zal zijn. Men kan naar vrije keus een of meer (rechts)personen aanwijzen die na overlijden gezamenlijk eigenaar worden van de nalatenschap, daaronder bijvoorbeeld ook vrienden, patchwork-kinderen, ex-partners of goede doelen, elk voor een door erflater te bepalen deel. Deze personen worden erfgenamen genoemd en men kan opvolgend erfgenamen benoemen (tweetrapsmaking). Ook kan men bepaalde (rechts)personen het recht geven na overlijden bij de erfgenamen een bepaald goed of een geldsom op te vorderen (legaat). Verder kan een testamentair bewind worden ingesteld, bijvoorbeeld ter bescherming van het vermogen bij minderjarige erfgenamen en er kan een executeur worden benoemd die na overlijden de nalatenschap inventariseert, het beheer over (delen van) de nalatenschap voert en in de eerste fase van de afwikkeling voor of met de erfgenamen moet zorgen dat vorderingen worden geïnd, aangiften erfbelasting gedaan, direct opeisbare schulden worden betaald en testamentaire lasten worden uitgevoerd.
Bij notariële akte of bij codicil kunnen wensen rondom de uitvaart worden vastgelegd waar de nabestaanden zich aan moeten houden, dat kan niet bij testament (art. 18 lid 2 Wet op de Lijkbezorging).
Het maken van een (concept)testament en het bepalen van de uiterste wilsbeschikkingen is een eenzijdige rechtshandeling die alleen de testateur hoogstpersoonlijk kan uitvoeren en door niemand anders mag worden waargenomen, ook niet de echtgenoot, kinderen, belastingadviseur, pastoor, nalatenschapsplanner, bewindvoerder, vertrouwenspersoon e.d. (art. 4:42 BW). Een notaris heeft hier in beginsel alleen de rol de persoonlijke wensen in de passende erfrechtelijke formuleringen in een akte vast te houden. Daarom kan in een testament ook niet aan een erfgenaam of een ander opdracht worden gegeven na overlijden zaken naar eigen inzicht te regelen, dat heet verboden wilsdelegatie omdat het dan niet meer volgens de wil van de testateur gaat. Een beroepsmatig adviseur mag erflater niet aanraden zichzelf in het testament te laten opnemen als executeur of bewindvoerder met een door de adviseur voorgesteld taken- en beloningspakket. Dat wordt gezien als een verboden afspraak onder levenden betreffende de beschikking over een nog niet opengevallen nalatenschap (art. 4:4 lid 2 BW). Professionele zorgverleners als verpleegkundige of arts mogen geen voordeel trekken uit een testament, ook de notaris niet (art. 4:59, 4:60, 4:61 BW), met uitzondering van een benoeming als executeur. Een testament kan door erflater altijd worden herroepen of ongedaan gemaakt, daarvoor is een nieuwe uiterste wil vereist (art. 4:42 BW).
Een zelfgeschreven testament moet bij een notaris in bewaring worden gegeven, zie ook uiterste willen.

### Codicil
Bepaalde roerende zaken kunnen buiten de notaris om worden nagelaten via een door erflater zelf handgeschreven, gedateerd en ondertekend document, codicil genaamd. In een codicil kunnen kleren, lijfstoebehoren, lijfsieraden, tot de inboedel behorende zaken en boeken worden gelegateerd. Ook kunnen in een codicil de uitvaartwensen worden vastgelegd, bijvoorbeeld of men begraven of gecremeerd wil worden. De Wet op de Lijkbezorging verplicht nabestaanden deze wensen te volgen. 

Voor 1 januari 2003 kon ook een executeur bij codicil worden benoemd. Deze mogelijkheid bestaat sindsdien niet meer: een executeur moet in een testament benoemd worden. Benoemingen in een codicil van vóór 2003 blijven wel geldig.

### Testeervrijheid en wilsbekwaamheid

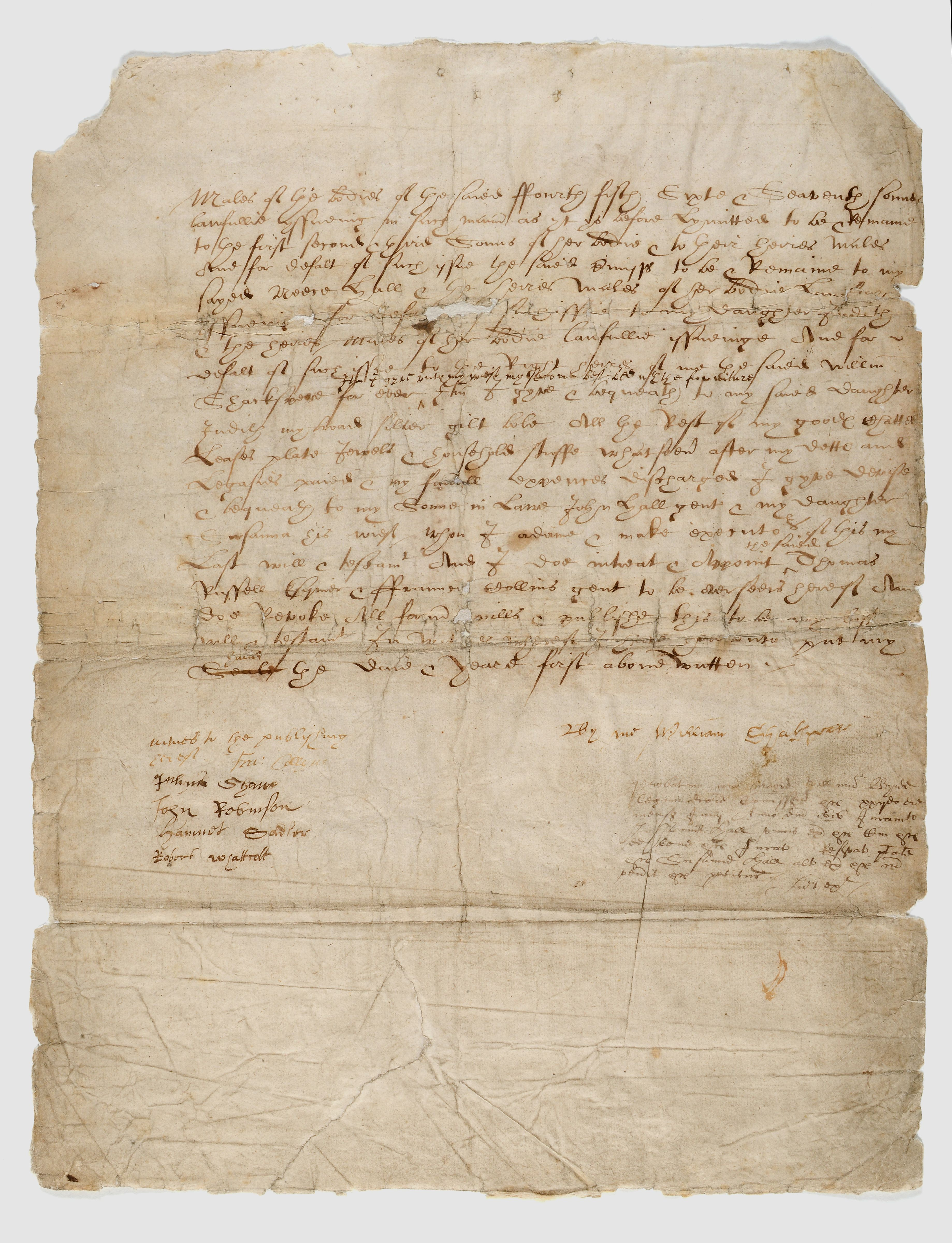
Deel van het testament van William Shakespeare uit 1616

Iedereen van zestien jaar en ouder die handelingsbekwaam is, heeft de vrijheid naar eigen inzicht en wensen een testament op te stellen en te bepalen wat er na overlijden met de eigendommen, bezittingen rechten en schulden gebeurt. Het is een hoogstpersoonlijk document en kan geen wilsbeschikkingen van meerdere personen bevatten. De testeervrijheid is een afgeleide van de eigendomsvrijheid die is gegarandeerd in internationale verdragen en in de grondwet.
Er zijn voor erflater wel grenzen aan deze vrijheid, in de eerste plaats moeten de wensen onder de reikwijdte vallen van de bepalingen voor de uiterste wilsbeschikkingen in Boek 4 of elders in de wet (art.4:42 lid 1 BW). Verder mogen testamentaire bepalingen niet in strijd zijn met nationale regels van dwingend recht, met de goede zeden en openbare orde of met regels uit internationale verdragen met directe werking. Het spiegelbeeld van de testeervrijheid van de erflater is de vrijheid van erfgenamen, hetgeen hen krachtens wettelijke of testamentaire regels van erfopvolging toekomt, daadwerkelijk in eigendom te kunnen verkrijgen, er vrij over te kunnen beschikken en het te kunnen behouden. Regels in een testament die eigendomsbevoegdheden na overlijden in handen van één erfgenaam of een derde leggen, zoals bij een afwikkelingsbewindvoerder of driesterrenexecuteur zijn hiermee in strijd.
De testeervrijheid brengt mee dat een persoon in staat is gebruik te maken van die vrijheid en vrij en onafhankelijk zijn wil moet kunnen vormen. Mensen die bij een erflater aan de keukentafel komen zitten om te helpen bij het opstellen van een testament horen daar niet thuis. Als familieleden, mantelzorgers of hulpverleners druk uitoefenen en bijvoorbeeld dreigen niet meer langs te komen als bepaalde punten niet in het testament komen, is geen sprake van het vrijwillig opmaken van een testament. Als onder druk een testamentaire making ten voordele van een persoon tot stand is gekomen, en dat bewijsbaar is, kan sprake zijn van wettelijke onwaardigheid van de betreffende erfgenaam. De persoon in kwestie mag dan niet erven (art. 4:3 lid 1 BW). Verder moet de persoon die een testament opstelt of door een notaris laat opstellen, op dat moment wilsbekwaam zijn. Er mogen geen overeenkomsten worden gesloten of afspraken worden gemaakt over bepalingen die een in een testament zullen worden opgenomen en iemand mag niet gedwongen of beïnvloed worden bij het opmaken van een testament (art. 4:4 lid 1 BW). Als door een notaris onvoldoende zorgvuldig is vastgesteld dat bij het vormen van de wil geen sprake was van beïnvloeding, kan het testament later door een erfgenaam of legataris worden aangetast. Bij het opstellen van een concepttestament via een online-dienst waarbij een notaris niet weet wie een formulier heeft ingevuld en of dat alleen is gedaan, of de erflater op afstand laat ondertekenen, kan geen sprake zijn van een zorgvuldige toetsing.

### Geheimhoudingsplicht - openbaarmaking
Een testateur heeft het recht de inhoud van een testament geheim te houden, de betrokken notaris heeft een geheimhoudingsplicht. Waren andere adviseurs bij de totstandkoming betrokken is geheimhouding niet gegarandeerd omdat niet iedereen een wettelijke of beroepsmatige geheimhoudingsplicht heeft. Na overlijden hebben belanghebbenden recht op inzage in het testament waarbij niet-erfgenamen alleen het deel mogen lezen dat hen betreft. Een testateur kan bepalen dat het testament pas na de uitvaart openbaar wordt gemaakt. Iedereen die denkt belanghebbende te zijn kan bij een notaris of het Centraal Testamentenregister navragen of er van een overleden persoon een testament is, de inhoud kan alleen door een notaris ter beschikking worden gesteld nadat deze een aantal dingen officieel heeft gecontroleerd en de inhoud kan alleen aan direct-belanghebbenden ter beschikking worden gesteld, voor zover voor diegenen van belang.

### Werking testament
Een testament geldt direct na overlijden. Er zijn geen bijzondere handelingen of formaliteiten nodig om het rechtskracht te geven, ook niet het openen en voorlezen door een notaris. De door erflater aangewezen erfgenamen worden direct na overlijden gezamenlijk de nieuwe eigenaren van de (onverdeelde) nalatenschap, ook als ze nog niet weten dat ze erfgenaam zijn, dat volgt uit de saisine regel van artikel 4:182 BW. Ze treden in alle rechten en plichten van de overledene, moeten dus ook de huur of hypotheeklasten betalen en zorgdragen voor voldoening van de schulden. In Nederland kunnen het bezit of de eigendomsrechten bij uiterste wilsbeschikking niet tijdelijk aan iemand anders worden overgedragen, bijvoorbeeld om de nalatenschap af te wikkelen en te verdelen. In de praktijk worden wel regelmatig in een testament bepalingen opgenomen die één erfgenaam of een derde bevoegdheden toekennen die volgens het vermogensrecht uitsluitend de erfgenamen gezamenlijk toekomen, men noemt dit een langstlevendetestament, quasi-wettelijke verdeling, driesterrenexecuteur of executeur-afwikkelingsbewindvoerder. Een erfgenaam hoeft zich daar niet bij neer te leggen en kan de nietigheid of vernietigbaarheid inroepen, zo nodig de rechter om een oordeel over de rechtsgeldigheid te vragen. Wel kan iemand bij uiterste wilsbeschikking worden aangesteld om de nalatenschap te beheren en openstaande vorderingen en opeisbare schulden af te wikkelen, de executeur, of er kan bij uiterste wilsbeschikking een testamentair bewind over nalatenschapsgoederen worden ingesteld, de bewindvoerder mag echter niet zelfstandig verdelen zonder toestemming en medewerking van de erfgenamen. In bijvoorbeeld Engeland, Amerika of Canada is dit anders, daar kan de eigendom eerst overgaan op een tussenpersoon, de executor. Deze functie is een heel andere dan de Nederlandse executeur of afwikkelingsbewindvoerder.
Niemand is verplicht bepalingen uit een testament te aanvaarden, men mag de erfenis verwerpen, eventueel onder het tegelijkertijd inroepen van de legitieme portie, of aanvaarden onder voorrecht van boedelbeschrijving (beneficiaire aanvaarding), men is dan niet met het privévermogen aansprakelijk te stellen voor schulden en verplichtingen van de nalatenschap. De erfkeus heeft terugwerkende kracht tot overlijden. Dat geldt ook voor de successierechten, die worden in principe vastgesteld gebaseerd op de waarde van de nalatenschap ten tijde van overlijden. De erfgenamen die hebben aanvaard kunnen in beginsel doen met de nalatenschap wat hen goeddunkt, ze zijn de nieuwe eigenaren en hebben op grond daarvan de meest vergaande rechten (en verplichtingen), er bestaan geen handhavingsregels en in Nederland kan niet rechtsgeldig bij testament worden bepaald hoe erfgenamen zich na overlijden hebben te gedragen (art. 4:4 en 44 BW). Zolang de erfenis niet is verdeeld kunnen erfgenamen daarover alleen gezamenlijk, in unanimiteit, beslissen. Er kan door de gezamenlijke erfgenamen aan een persoon een volmacht worden gegeven de afwikkeling af te handelen, in de volmacht worden de bevoegdheden en verplichtingen van deze persoon vastgelegd. 
Om er achter te komen of een testament is gemaakt, kan contact worden opgenomen met een notaris of met het Centraal Testament Register.

### Uiterste wilsbeschikkingen

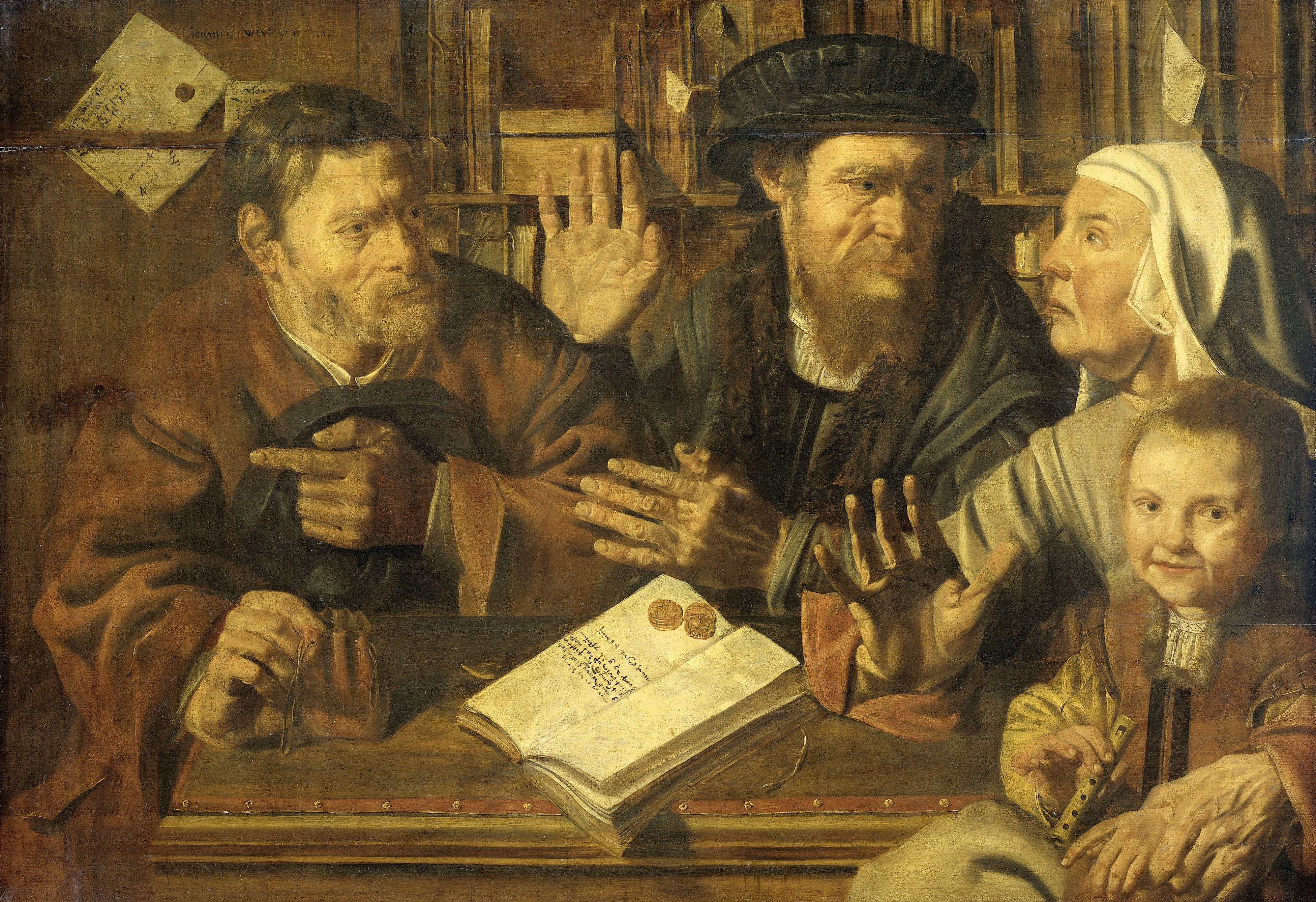
Het kantoor van de notaris, Jan Woutersz. Stap, 1629, Rijksmuseum Amsterdam

De Nederlandse wet spreekt niet van 'testament' maar van uiterste wil en uiterste wilsbeschikking. Het woord testament komt in de wet wel voor in testamentaire last, testamentair bewind en testamentenregister. Met het begrip uiterste wil wordt de (meestal notariële) akte of het onderhands document bedoeld waarin de wensen van erflater zijn vastgehouden, soms is het ook een verwijzing naar de wensen zelf. Door het maken van een uiterste wil, met daarin een of meer uiterste wilsbeschikkingen, kan men over het eigen vermogen beschikken met gelding na overlijden en kunnen nadere rechten, verplichtingen en beperkingen voor de erfgenamen en vorderingsrechten voor legatarissen worden geregeld. Alleen bij een uiterste wilsbeschikking die een erfstelling of een onterving inhoudt kan worden afgeweken van het wettelijk erfrecht (art. 4:1 lid 2 BW). Erfstellingen zijn uiterste wilsbeschikkingen waarmee de erflater aan een of meer personen zijn hele nalatenschap of een aandeel daarin nalaat, deze personen zijn na overlijden de erfgenamen (art. 4:115 BW). Er geldt een gesloten stelsel van uiterste wilsbeschikkingen, bepalingen in een testament die geen uiterste wilsbeschikking zijn worden door de rechter voor nietig gehouden. Ook buiten het erfrecht bestaan er uiterste wilsbeschikkingen, zoals de uitsluitingsclausule in Boek 1 BW en het vastleggen van uitvaartwensen in de Wet op de Lijkbezorging. Een making is een erfstelling of een legaat. Op beide kan een testamentaire last rusten.

### Erfstelling
De bepalingen in een testament waarbij aan een of meer natuurlijke personen of rechtspersonen de nalatenschap of een deel daarvan wordt nagelaten (art. 4:115 BW). Daarbij worden de delen of fracties vermeld die samen 1 zijn, of er wordt vermeld "voor gelijke delen". Er kan bijstaan "met inachtneming van plaatsvervulling, zoals geregeld in het Burgerlijk Wetboek voor erfopvolging bij versterf".

### Legaat
Een legaat is een schenking of andere gift die bij overlijden door de erfgenamen aan de legataris moet worden uitgekeerd. Dat kan een geldsom zijn, maar ook goederen of een zaak. Het legaat kan aan natuurlijke personen of aan rechtspersonen worden vermaakt, bijvoorbeeld een Goed doel. Een legaat gaat niet direct bij overlijden van de erflater over op de legataris, deze krijgt een vorderingsrecht op de nalatenschap. Een legaat hoeft niet aanvaard te worden en kan (gedeeltelijk) worden verworpen. Er zijn ook schenkingen of giften bij leven vastgelegd, ingaand bij overlijden, de zogenaamde quasi-legaten (art. 4:126-129 BW).

### Testamentaire last
Bij testament kan een testamentaire last worden opgelegd, een verplichting voor een of meer erfgenamen, legatarissen of executeur (art. 4:130 lid 1 BW). Een last kan opgelegd worden in het belang van de testateur, erfgenaam of een derde. Het verschil tussen een last en een legaat is dat een legataris een vorderingsrecht heeft en de lastbevoordeelde niet (art. 4:117 lid 1 BW). Zolang de verplichting niet is nagekomen, geldt het erfdeel of legaat van de lastbezwaarde als voorwaardelijk (art. 4:131 BW), wordt de last niet uitgevoerd kan het erfdeel of legaat op verzoek van belanghebbenden door de Kantonrechter voor vervallen worden verklaard.

### Stichtingen
Bij uiterste wil kan ook een stichting worden opgericht die als erfgenaam of legataris wordt aangewezen (art. 4:135 BW). Daarbij zijn ook de artikeltekst 2:4 lid 1 BW en 2:286 BW van belang. 

### Executeurs
Voor een verstandig beheer van de nalatenschap en de afwikkeling van opeisbare schulden kan bij testament een executeur worden aangewezen die volgens door de testateur gegeven aanwijzingen en bevoegdheden werkt binnen de door de wet gegeven kaders (art. 4:142 - 152 BW). Een executeur moet er als eerste voor zorgen dat een inventarisatie van de nalatenschap wordt gemaakt en een boedelbeschrijving wordt opgesteld. Zijn er onvoldoende liquide middelen mogen goederen uit de nalatenschap te gelde worden gemaakt. Bij testament kan worden bepaald of de erfgenamen daarbij zeggenschap hebben of niet. Zijn de opeisbare schulden voldaan, of hebben de erfgenamen zich garant gesteld voor voldoening ervan, komt de taak en de bevoegdheid van de executeur van rechtswege ten einde en valt de bevoegdheid (en verplichting) tot beheer toe aan de erfgenamen. Deze moeten samen voor de verdere afwikkeling en voor de verdeling zorgen, beslissingen gelden alleen als iedereen het ermee eens is, unaniem, dus niet meerderheid van stemmen.
Er kunnen bij testament ook meerdere executeurs worden benoemd met deeltaken zoals zorg voor de dieren, afhandelen van de administratie of beheer van het vakantiehuis, een deeltaak-executeur kan vergaande of beperkte bevoegdheden krijgen. Bij testament kan sinds 2003 geen begrafenisexecuteur meer worden benoemd, wel kan een executeur de last opgelegd krijgen de uitvaart te regelen. Een last op een executeur rust in beginsel ook op alle erfgenamen, iedereen moet zich richten naar de wensen of vermoedelijke wensen van een overledene (art. 18 lid 2 Wet op de Lijkbezorging). Wensen en aanwijzingen rondom de verzorging na overlijden, wake en uitvaart kunnen worden vastgelegd in een gewone notariële akte en bij codicil.
Wordt in een testament een executeur benoemd zonder nadere bepalingen, dan gelden de wettelijke taken en bevoegdheden. Worden bevoegdheden genoemd die niet binnen de wettelijke regels voor de executeur vallen, maar wel binnen de wettelijke regeling voor testamentair bewind, dan mag ervan worden uitgegaan dat erflater heeft bedoeld een bewind in te stellen en krijgt de bewindvoerder de wettelijke bevoegdheden. Executeurs gaan vaak hun bevoegdheden te buiten door onwetendheid of onjuiste voorlichting, vaak ook met een beroep op ongeldige bepalingen in een testament. Als het gedrag niet verandert door een goed gesprek en/of het inroepen van de nietigheid van buitenwettelijke bepalingen, dan kunnen erfgenamen ofwel ontslag aanvragen bij de kantonrechter, ofwel de rechtbank de rechtsgeldige bevoegdheden laten vaststellen.

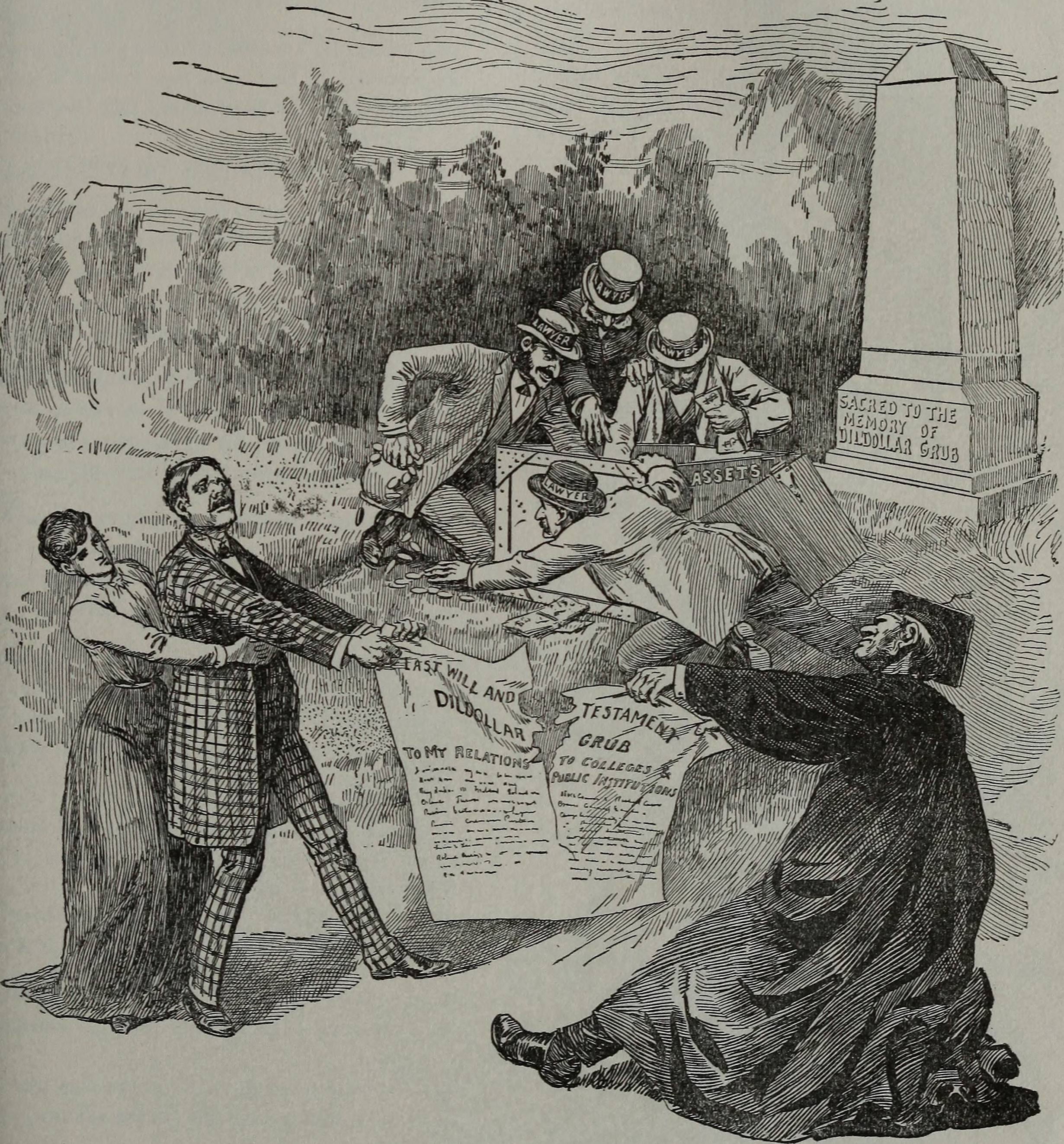
Strijd om de nalatenschap (Amerikaanse cartoon 1902)

### Testamentair bewind
Bij testament kan een testamentair bewind over een erfdeel, legaat of bepaalde goederen in de nalatenschap worden ingesteld, hier wordt geen persoon onder bewind gesteld, maar vermogen en de rechthebbende behoudt het bezit en de volle eigendom. Alleen het recht op zelfstandig beheer wordt de rechthebbende(n) deels ontnomen. Hier wordt in de uiterste wilsbeschikking geen persoon benoemd, zoals bij de executeur, men kan wel een persoon bij testament als bewindvoerder aanwijzen die binnen de ingestelde bewindsvorm functioneert. Is bij testament een bewind ingesteld, maar geen bewindvoerder aangewezen, kan de Kantonrechter iemand benoemen (art.4:157-4:181 BW).
De wet kent drie vormen van testamentair bewind: bewind in het belang van een rechthebbende (beschermingsbewind), in het belang van een ander dan rechthebbende (conflictbewind) en in een gemeenschappelijk belang. De rechtsgevolgen, bevoegdheden en verplichtingen voor bewindvoerder en rechthebbende(n) verschillen per ingestelde bewindsvorm. Op grond van art. 4:171 lid 1 BW kunnen in een uiterste wil waarin de uiterste wilsbeschikking testamentair bewind is opgenomen, aan de binnen dat bewind dienstdoende bewindvoerder variaties voor de wettelijke bevoegdheden en verplichtingen worden bepaald. Deze bepaling heeft in tegenstelling tot het ingestelde bewind geen goederenrechtelijke werking bij de erfopvolging. Zijn bepalingen op de voet van art. 4:171 BW in strijd met eigendomsrechten van erfgenamen, staat het hen vrij deze te accepteren of te verwerpen door de nietigheid er van in te roepen.
Het beschermingsbewind wordt gebruikt voor het geval een erfgenaam niet in staat is het vermogen verantwoord te beheren, bijvoorbeeld als ze jonger zijn dan 23 jaar of bij  verslavingsgedrag. Deze vorm van bewind moet worden onderscheiden van het ouderlijk bewind in artikel 1:253i lid 4 aanhef en sub c Burgerlijk Wetboek en het testamentair bewind kan ouderlijke rechten doorkruisen. Het conflictbewind wordt ingezet als erflater verwacht dat de rechthebbende misbruik kan maken van zijn rechten tegenover iemand die bijvoorbeeld het vruchtgebruik krijgt. Het bewind in een gemeenschappelijk belang wordt gebruikt om voor langere duur een beheerder over een gemeenschap van goederen of een gemeenschappelijk goed aan te stellen, bijvoorbeeld een vakantiehuis, of de nalatenschap. Zodra het gemeenschappelijk belang wegvalt, bijvoorbeeld omdat erfgenamen verschillende wensen en belangen hebben of willen verdelen, kan de bewindvoerder geen handelingen meer verrichten in het gemeenschappelijk belang.

#### Afwikkelingsbewind
In een testament kan een bewind in een gemeenschappelijk belang voor de duur van de afwikkeling worden opgenomen, een zogenaamd om tot een goede afwikkeling en verdeling van de nalatenschap te komen, het zogenaamde afwikkelingsbewind. Een testamentair bewindvoerder heeft de wettelijke bevoegdheid zelfstandig een vordering tot verdeling bij de rechter in te stellen dus op deze manier kan een nalatenschap ook worden afgewikkeld als de erfgenamen niet tot unanieme besluiten kunnen komen. Vaak wordt de testateur geadviseerd aan een afwikkelingsbewindvoerder de bevoegdheid te geven zelfstandig verdelingshandelingen te verrichten met uitsluiting van de erfgenamen als onenigheid wordt verwacht. De afwikkelingspraktijk leert dat een overheersende bewindvoerder in de regel onenigheid aanwakkert. Sommige rechtsgeleerden menen dat art. 4:171 BW op deze manier kan worden gebruikt. Dat is omstreden want het staat niet in de wet en was ook niet de bedoeling van de wetgever. Voorts bestaat er geen uiterste wilsbeschikking waarmee aanwijzingen voor de verdeling kunnen worden gegeven, of aan een derde worden opgedragen.
Het is op grond van het vermogensrecht niet toegestaan, eigendomsrechten en zeggenschap die erfgenamen door erfopvolging krachtens artikel 4:182 BW (saisine regel) op de onverdeelde nalatenschap hebben verkregen, met de eventuele beperkingen zoals opgenomen in de uiterste wilsbeschikkingen executeurs en testamentair bewind, te beknotten.
Als afwikkelingsbewindvoerder wordt vaak dezelfde persoon benoemd die ook de functie van executeur krijgt. Notarissen noemen dit een driesterrenexecuteur, maar een bewindvoerder heeft andere bevoegdheden en verplichtingen dan een executeur. Stelt de notaris of andere adviseur (estate planning, belastingkantoor) voor iemand van hetzelfde kantoor als executeur-afwikkelingsbewindvoerder met vergaande bevoegdheden te benoemen, is voorzichtigheid geboden. De persoon krijgt zo op papier veel bevoegdheden en vrijheden terwijl de wet geen regels bevat om de nalatenschap adequaat tegen leeghalen of buitensporige loonkosten te beschermen. Evenmin staan erfgenamen effectieve controlemogelijkheden ter beschikking. Denkt een erfgenaam dat de uitbreiding van bevoegdheden in een testament niet rechtsgeldig is, moet in een vroeg stadium van de afwikkeling de nietigheid of vernietigbaarheid van de betreffende bepalingen worden ingeroepen en zo nodig de rechter om een oordeel worden gevraagd.
De rechtsfiguur is bedoeld voor grote of ingewikkelde erfenissen, met een onderneming of met veel erfgenamen, in dat geval is goede kennis van erfrecht en ondernemingsrecht een vereiste.

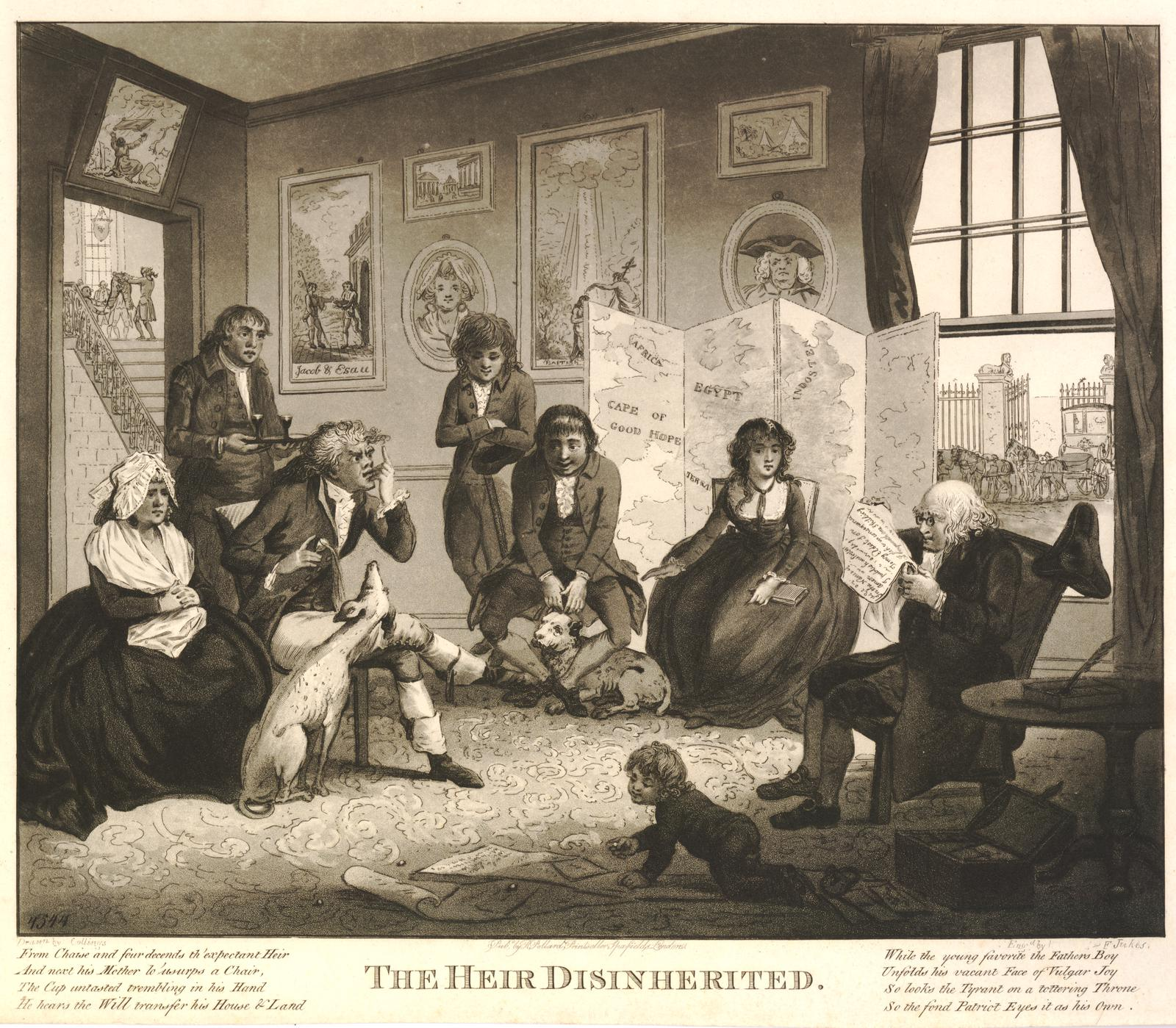
De erfgenaam onterfd - druk Francis Jukes (ca 1890)

### Onterving
Als aan iemand bij testament minder wordt vermaakt dan waarop deze persoon recht zou hebben volgens de wettelijke erfopvolging, of een wettelijk erfgenaam bij testament wordt uitgesloten of er niet in wordt opgenomen, wordt dat onterving genoemd. Eventuele kinderen van de onterfde erven door plaatsvervulling, tenzij die ook zijn onterfd. Als bijvoorbeeld A, B en C volgens de wettelijke regeling elk een derde erven, betekent onterven van A zonder plaatsvervulling dat B en C elk de helft erven. Hetzelfde kan bij erfstelling bepaald worden. Omgekeerd houdt een erfstelling materieel altijd onder meer een minstens gedeeltelijke onterving in. Wanneer een testateur iemand indirect onterft door het benoemen van een ander tot erfgenaam, treedt geen plaatsvervulling op.

### Legitieme portie
Met het begrip legitimaris worden de afstammelingen van erflater bedoeld die zonder testament door de wet als erfgenamen tot zijn nalatenschap worden geroepen, hetzij uit eigen hoofde, hetzij bij plaatsvervulling met betrekking tot personen die op het ogenblik van het openvallen der nalatenschap niet meer bestaan of die onwaardig zijn. Zij zijn wettelijk gerechtigd tot een bepaald deel van de nalatenschap, ongeacht wat er in het testament staat. Indien een legitimaris volgens het testament niets erft en deze daar geen genoegen mee neemt, kan een beroep worden gedaan op de legitieme portie. Dat is een aanspraak tegenover de erfgenamen op een vordering in geld ter waarde van de helft van het aandeel in de nalatenschap dat hij zou hebben gekregen volgens de regels van erfrecht bij versterf (art. 4:63 jo. 4:64 lid 1 BW). Een legitimaris die volgens een testament wel erft kan de erfenis verwerpen en in plaats daarvan ook een beroep doen op de legitieme portie. Na verwerping is men geen erfgenaam meer. Is een executeur benoemd, wordt bij verwerping nog een bepaald bedrag in mindering gebracht op de legitieme porte (artt. 4:72 en 73 BW). 

### Schulden
Naast goederen en vermogen kan een nalatenschap ook schulden bevatten, alles gaat direct bij overlijden over van overledene op de erfgenamen. Door het testament kunnen er schulden bijkomen door bijvoorbeeld legaten. Zijn er meer schulden dan baten, dan moeten erfgenamen die niets doen tekorten aanvullen uit het eigen vermogen. Iedere erfgenaam heeft echter het recht een keus te maken tussen aanvaarden, verwerpen of aanvaarden onder voorrecht van boedelbeschrijving. Bij de laatste keus is er geen persoonlijke aansprakelijkheid voor de schulden, maar moet de erfenis door de erfgenamen vereffend worden, tenzij er een executeur is benoemd en deze aantoont dat er voor de duur van de afwikkeling voldoende batig saldo is. Als het voor een erfgenaam zeer bezwaarlijk is zo snel aan zijn verplichtingen te moeten voldoen kan de rechter worden gevraagd te bepalen dat een geldsom die in verband met de (verdeling van een) nalatenschap verschuldigd is, pas na verloop van tijd hoeft te worden voldaan (art. 4:5 BW).

### Rechtskeuze
In bijna elke uiterste wil wordt een rechtskeuze opgenomen. Dat wordt gedaan om problemen met buitenlands recht te voorkomen. Maar vaak werkt een rechtskeuze slechts "tot de grens". Iemand kan bij een Nederlandse uiterste wil voor Nederlands recht kiezen, maar indien ze een vakantiehuis in Frankrijk nalaat, bepalen regels van internationaal recht dat, omdat het vakantiehuis in Frankrijk ligt, het Franse erfrecht van toepassing is. Een belangrijke internationaalrechtelijke regeling is de Europese Erfrechtverordening. In landen met een Angelsaksisch rechtssysteem gelden volstrekt andere regels, daar gaat een erfenis bijvoorbeeld vaak niet direct over op de erfgenamen maar op een tussenpersoon.

### Herroepen, aanvullen
De levenssituatie kan in een paar jaar tijd zoveel veranderen, dat een opgemaakt testament verouderd is. Een testament is altijd herroepbaar door degeen die het heeft opgesteld of door een notaris heeft laten opstellen. Als iemand een uiterste wil ongedaan wil maken, dient de eerder opgemaakte uiterste wil geheel of gedeeltelijk te worden herroepen door een akte bij de notaris. Het vorige testament of codicil vervalt daarmee geheel of gedeeltelijk. Het verscheuren of weggooien van afschriften van een notarieel testament is juridisch gezien zinloos, de inhoud blijft geldig tot erflater via een notaris het eigen door de notaris opgemaakt testament vervallen verklaart. In een nieuwe uiterste wil kunnen ook aanvullende beschikkingen of wijzigingen worden aangebracht ten opzichte van de vorige uiterste wil, waarbij de vorige uiterste wil deels in stand blijft. Als na de vervallenverklaring geen nieuw testament wordt gemaakt gelden de wettelijke erfregels.

### Uitvaart
Wensen met betrekking tot de uitvaart in een testament zijn niet rechtsgeldig omdat het lichaam van de overledene niet tot de nalatenschap hoort, en zulke aanwijzingen niet als onderdeel van de uiterste wilsbeschikkingen vallen. Wel kan iemand bij testament de last krijgen de uitvaart te regelen, daarvoor gelden dan de regels van de Wet op de lijkbezorging (Wlb) die voorschrijven dat de wensen van overledene moeten worden gevolgd (art. 18 Wlb). Deze last kan ook aan een executeur worden gegeven, maar geldt dan automatisch ook voor de (andere) erfgenamen, erfgenamen en nabestaanden moeten het met de werkwijze van de executeur eens zijn (art. 4:130 lid 2). Een beheersexecuteur is bevoegd de kosten van de uitvaart met voorrang uit de nalatenschap te voldoen en daarvoor zo nodig goederen te gelde te maken (art. 4:7 onder b en d BW jo art. 4:144 lid 1 BW). Een zogenaamde begrafenisexecuteur bestaat niet in het huidige erfrecht.
Het is verstandig wensen rond opbaring, uitvaart en asbestemming niet in een testament op te nemen, maar in een aparte notariële akte, codicil, of levenstestament, of daarvoor zelf een draaiboek of scenarium op te stellen en naasten daarover te informeren. Een testament wordt namelijk vaak niet direct geopend en een uitvaart dient binnen zes werkdagen na overlijden plaats te vinden (art. 16 Wlb). Ook kan een erflater bepalen dat een notaris pas na de uitvaart inzage in het testament mag geven (Wet op het Notarisambt, artikel 49a). De Wet op de Lijkbezorging geeft iedereen ouder dan 16 jaar het recht de wensen rond de uitvaart vast te leggen in een handgeschreven, gedagtekend en ondertekend document (codicil), ook als diegene niet bekwaam is een uiterste wil te maken (art. 19 Wlb).

### Centraal Testamentenregister
Het Centraal Testamentenregister (CTR) is een database waarin wordt bijgehouden wie, wanneer en bij welke notaris een testament heeft laten (op)maken. Aan de hand van dit register kan een notaris of belanghebbende zien wat het laatste testament van een overledene is, alleen het laatste testament heeft rechtskracht.

### Rol van notaris
De rol van de notaris is meervoudig, zowel bij de voorbereiding van een testament als bij de afwikkeling er van.

#### Voorbereiding testament en passeren akte
Veel notarissen zijn deskundig in het erfrecht en kunnen adviseren over zaken die in een specifieke situatie in een testament kunnen worden geregeld en kan voorlichten over wat onder de gegeven omstandigheden verstandig is te regelen. Er zijn verschillende juridische en fiscale mogelijkheden en meerdere manieren om een nalatenschap op de erfgenamen over te laten gaan en om deze af te wikkelen. Afhankelijk van de specifieke omstandigheden en wensen van de testateur worden keuzes gemaakt en zorgt de notaris voor de juridisch best passende vertaling van de wensen naar formuleringen in het testament. Veel notariskantoren werken met standaardmodellen en ingewikkelde erfrechtelijke constructies om een bepaald doel te bereiken, dat gaat gepaard met onbegrijpelijke juridische formuleringen. Deze hoeven door een erflater niet gevolgd te worden. Ook maakt de notaris gebruik van modelregelingen die niet zijn gebaseerd op geldend recht, maar waarvan de notaris denkt dat de rechter deze voor rechtsgeldig zal kunnen houden. Vanuit de wetenschap bestaat daarop kritiek.
De notaris heeft een absolute geheimhoudingsplicht zodat een testateur ervan op aan kan dat niets van wat de notaris is toevertrouwd, gedeeld wordt met anderen, ook niet na overlijden ook niet in een gerechtelijke procedure. Op grond van de Notariswet, beroeps- en gedragsregels en jurisprudentie moet een notaris er op toezien dat een erflater zijn/haar wil vrij en onafhankelijk kan bepalen en moet worden nagaan of hetgeen in de (concept)akte is opgenomen op dat moment de uiterste wil van erflater is. Daarom mag niemand bij besprekingen voor het (concept)testament aanwezig zijn en kan een (concept)testament niet op aanvraag of aanwijzingen van een derde worden opgesteld. Bestaat gerede twijfel over de wilsbekwaamheid, dient de notaris een medisch deskundige in te schakelen. De notaris heeft een openbare functie en is als enige bevoegd tot het passeren van de akte en inschrijving daarvan in het Centraal Testamentenregister. Een notaris die door de erfgenamen of de executeur met de afwikkeling van een opengevallen nalatenschap is belast noemt men de boedelnotaris.

#### Afwikkeling erfenis
Het is niet verplicht na overlijden een notaris in te schakelen, maar het is soms wel nodig, bijvoorbeeld als men tegenover instanties moet bewijzen wie erfgenaam is, of is aanvaard, of een executeur is benoemd en/of een bewind is ingesteld, of sprake is van een tweetrapsmaking en/of erfgenamen een beroep doen op de nietigheid van bepalingen in een testament, of een vordering willen instellen tot nietigheid of vernietiging van het testament. De notaris onderzoekt de kwestie en geeft een verklaring van erfrecht af. Zijn er registergoederen in de nalatenschap, kan de akte worden ingeschreven in het kadaster.
Een notaris die door de erfgenamen of de executeur met de afwikkeling van een opengevallen nalatenschap is belast noemt men de boedelnotaris. Er zijn maar weinig notariskantoren die regelmatig nalatenschappen en boedels afwikkelen, daarover is dus vaak onvoldoende kennis aanwezig binnen het notariaat.

### Levenstestament
In Nederland wordt ook het begrip levenstestament gebruikt. Daarmee wordt gedoeld op een persoonlijk document met bepalingen, instructies en volmachten voor de situatie dat men bij leven (tijdelijk) niet in staat is zelf te handelen, de eigen belangen naar behoren te behartigen en/of te beslissen. Er bestaat geen verband tussen dit document en een testament, uiterste wil, uiterste wilsbeschikking of het erfrecht. De verklaring krijgt werking bij de in het document beschreven situatie tijdens het leven en verliest rechtskracht bij overlijden. Belangrijkste verschil met een normaal testament is, dat er niets wijzigt in de vermogensrechtelijke en de eigendomssituatie van degene die het levenstestament opstelde en deze persoon ook normaal gebonden blijft aan alle verplichtingen.

## België
Een testament kan niet in eenzelfde akte door twee of meer personen worden gemaakt, hetzij ten voordele van een derde, hetzij als wederkerige en onderlinge beschikking (art. 4.179 BW). Ze moeten voldoen aan bepaalde in de wet genoemde formaliteiten op straffe van nietigheid (art. 4.190 BW).
Er bestaan drie soorten testamenten (art.  4.180 e.v. BW):
- eigenhandig testament
- notarieel testament (ook openbaar of authentiek testament genoemd)
- internationaal testament[49]

Na overlijden moet ieder eigenhandig en internationaal testament worden aangeboden aan een notaris, voordat het ten uitvoer wordt gelegd.

### Eigenhandig (onderhands) testament
Bij het eigenhandige testament schrijft de testamentmaker de wensen met de hand, volledig van de eerste tot de laatste letter. Laten schrijven of typen maakt het ongeldig. Toevoegingen, woorden over andere heen geschreven en/of postscripta zijn toegelaten. De andere twee vereisten zijn dat de testator het testament dateert en het testament zelf ondertekent. Verder zijn er geen vormvereisten. Een eigenhandig testament kan aan een notaris ter bewaring worden afgegeven, ook zonder dat een akte van bewaring wordt opgemaakt (art. 4.182 BW).

### Notarieel testament
Het notarieel testament is het testament dat ofwel voor een notaris in tegenwoordigheid van twee getuigen, ofwel voor twee notarissen wordt opgesteld (art. 4.183 BW).

### Internationaal testament
Een internationaal testament is elk geschrift, waarvan de erflater verklaart en erkent, in de tegenwoordigheid van de notaris, dat dit zijn testament is en dat hij de inhoud ervan kent. De notaris maakt hiervan een akte op en bewaart het testament. Het geschrift mag getypt of met de hand geschreven zijn door de erflater zelf of door iemand anders.
Internationale testamenten worden vaak gebruikt voor nalatenschappen waar er internationale bestanddelen aanwezig zijn.

### Regeling voor onbekwame personen
Een persoon die onbekwaam is verklaard om te beschikken, hetzij bij schenking, hetzij bij testament, kan toch beschikken na machtiging, op zijn verzoek, door de vrederechter. De vrederechter oordeelt over de wilsbekwaamheid van de beschermde persoon. Als de vrederechter de beschermde persoon toestaat bij testament te beschikken, kan deze alleen bij authentieke akte een testament maken, zonder dat hij het ontwerp ervan aan de vrederechter moet voorleggen (art. 4.139 e.v. BW).

### Erfovereenkomst
In sommige landen (niet in Nederland) is een erfovereenkomst mogelijk als alternatief voor een testament. Beperkingen verschillen per land, maar in zijn algemeenheid is het een overeenkomst tussen een of meer potentiële erflaters en een of meer potentiële erfgenamen over wie wat erft. Een verschil met een testament is om te beginnen dat de potentiële erflaters de overeenkomst niet eenzijdig kunnen herroepen, en uiteraard dat de potentiële erfgenamen de inhoud van de overeenkomst kennen, dus in twee opzichten beter weten waar ze aan toe zijn. De potentiële erflaters houden wel de vrijheid hun geld zelf uit te geven.
Potentiële erflaters kunnen tevens potentiële erfgenamen zijn, bijvoorbeeld als twee personen wederzijds afspreken dat de langstlevende erft van degene die het eerst overlijdt.
Een erfovereenkomst in België is alleen mogelijk met alle kinderen en op voorwaarde dat een subjectief evenwicht wordt bereikt.

### De reserve
In België is het onmogelijk om de kinderen bij testament volledig te onterven. Dit stamt nog uit de Napoleontische wetgeving. Sinds 1 september 2018 bestaat de reserve voor de afstammelingen uit de helft van het vermogen. De reserve wordt onderling verdeeld tussen de afstammelingen om tot de individuele reserve te komen (1/2 van het vermogen in geval van één kind, 1/4 in geval van twee kinderen enz.). Voor de hervorming van de wet in 2018 varieerde de reserve naargelang het aantal kinderen. Er is ook een reserve voor de langstlevende echtgenoot (art. 4.147 BW).

## Europese Unie
Op 17 augustus 2015 is de Europese Erfrechtverordening in werking getreden die in alle lidstaten van de Europese Unie geldt, behalve in Denemarken en Ierland. In deze verordening staan regels om te bepalen welk erfrecht van toepassing is bij een zogenaamde grensoverschrijdende erfenis. Hoofdregel is, dat het rechtssysteem geldt van het land waar de overledene zijn hoofdverblijf had. Het is echter mogelijk in een testament of erfovereenkomst het erfrecht te kiezen van de nationaliteit van de erflater als deze afwijkt van het land van hoofdverblijf. Als een notaris handelingen verricht met betrekking tot de afwikkeling van een erfenis, kan zij in alle Europese landen optreden.